# Kneževo (ort i Kroatien)
Kneževo är en ort i Kroatien.   Den ligger i länet Baranja, i den östra delen av landet, 210 km öster om huvudstaden Zagreb. Kneževo ligger 102 meter över havet och antalet invånare är 975.
Terrängen runt Kneževo är platt. Runt Kneževo är det ganska tätbefolkat, med 83 invånare per kvadratkilometer. Närmaste större samhälle är Beli Manastir, 9,0 km söder om Kneževo. Trakten runt Kneževo består till största delen av jordbruksmark.